# Modenhedsattesten
Modenhedsattesten (russisk: Аттестат зрелости) er en sovjetisk film fra 1954 instrueret af Tatjana Lukasjevitj.

## Handling
Den dygtige elev, der er forkælet af beundring fra sine lærere og de andre elever, fremprovokerer en konflikt en konflikt i skolen. Elevens selviske handlinger straffes med styrken af den kollektive indignation … 

## Medvirkende
- Vasilij Lanovoj som Valentin Listovskij
- Vadim Gratjov som Zjenja Kuznetsov
- Galina Ljapina som Vika
- Tamara Kirsanova som Klava
- Aleksandr Susnin som Vanja Andrejev